# R136b
R136b는 대마젤란 은하의 R136 성단에 있는 청색초거성이다. 이 별은 알려진 가장 무겁고 광도가 높은 별 중 하나로 이 별은 타란툴라 성운의 NGC 2070 중심에 있는 조밀한 R136 산개 성단에서 발견되었다.
R136b는 강한 방출선을 지닌 볼프-레이에 별 분광형을 가지고 있다. 비록 표면에 강화된 헬륨과 질소를 나타내지만 여전히 매우 어린 별이며 CNO 순환을 통해 중심핵에서 수소를 태우고 있는 주계열성이다. 다른 연구에서는 스펙트럼을 이온화된 질소와 헬륨의 방출선을 지닌 뜨거운 초거성으로 분류하고 있지만 여전히 이 별을 중심핵 수소 연소 단계의 젊은 별, 즉 강한 대류와 항성풍에 의해 발생하는 특이한 스펙트럼으로 간주하고 있다.